# Дубівська сільська рада (Рожнятівський район)
| 'Ду́бівська сільська́ ра́да — орган місцевого самоврядування у Рожнятівському районі Івано-Франківської області з адміністративним центром у с. Дуба. Водоймища на території, підпорядкованій даній раді: річка Дуба. Сільській раді підпорядковані населені пункти: - с. Дуба - с. Дубшари - с. Лецівка - с. Підлісся |

## Склад ради
Рада складається з 16 депутатів та голови.

### Керівний склад ради
| ПІБ                       | Основні відомості                                                 | Дата обрання | Дата звільнення |
| ------------------------- | ----------------------------------------------------------------- | ------------ | --------------- |
| Бойко Василь Михайлович   | Сільський голова, 1970 року народження, освіта                    | 26.03.2006   | 31.10.2010      |
| Мухар Олександр Євгенович | Сільський голова, 1969 року народження, освіта вища, безпартійний | 31.10.2010   |                 |

Примітка: таблиця складена за даними джерела